# Cavalaire-sur-Mer
Cavalaire-sur-Mer è un comune francese di 6 848 abitanti situato nel dipartimento del Var della regione della Provenza-Alpi-Costa Azzurra.

## Società

### Evoluzione demografica
Abitanti censiti